# Rick Kelly
Rick Kelly (ur. 17 stycznia 1983 w Mildura) – australijski kierowca wyścigowy startujący w wyścigach V8 Supercars. Mistrz tej serii w roku 2006 oraz dwukrotny zwycięzca prestiżowego wyścigu Bathurst 1000 rozgrywanego w ramach tej serii. Obecnie startuje w rodzinnym zespole Kelly Racing razem ze swoim starszym bratem Toddem Kelly.
Po zdobyciu wicemistrzostwa australijskiej Formuły Ford w 2000 i mistrzostwa Formuły Holden w 2001, zadebiutował w wyścigach V8 Supercars kończących sezon 2001. Od tego czasu cały czas ściga się w tej serii i cały czas korzystał z samochodów Holdena. W sezonie 2006, jeżdżąc w zespole HSV Dealer Team, zdobył tytuł mistrzowski nie wygrywając ani jednej rundy (wygrał tylko jeden wyścig podczas jednej z rund). W 2009 roku wykupił wraz z rodziną zespół w którym startował i przemianował go na Kelly Racing. Od tego czasu jest kierowcą rodzinnego zespołu.
W sezonie 2013 po wielu latach startów w Holdenie, rozpoczął starty w nowym samochodzie który pojawił się w serii V8 Supercars – Nissanie Altima, a jego rodzinny zespół stał się fabrycznym zespołem Nissana.

## Wyniki

### Podsumowanie
| Sezon | Seria                                                  | Zespół                                  | Starty | PP | Zwyc. | Punkty | Pozycja |
| ----- | ------------------------------------------------------ | --------------------------------------- | ------ | -- | ----- | ------ | ------- |
| 2000  | Australian Formula Ford Championship                   |                                         | 16     |    | 4     | 170    | 2.      |
| 2001  | Australian Drivers' Championship (Formula 4000 Holden) | Birrana Racing                          | 16     | 6  | 12    | 293    | 1.      |
| 2001  | V8 Supercar Championship Series                        | HSV Dealer Team                         | 2      | 0  | 0     | 308    | 47.     |
| 2001  | V8 Supercar Championship Series                        | Holden Racing Team                      | 3      | 0  | 0     | 308    | 47.     |
| 2002  | V8 Supercar Championship Series                        | Holden Racing Team (Holden Young Lions) | 27     | 0  | 0     | 574    | 16.     |
| 2003  | V8 Supercar Championship Series                        | HSV Dealer Team                         | 22     | 0  | 1     | 1675   | 8.      |
| 2004  | V8 Supercar Championship Series                        | HSV Dealer Team                         | 26     | 1  | 4     | 1793   | 6.      |
| 2005  | V8 Supercar Championship Series                        | HSV Dealer Team                         | 30     | 1  | 0     | 1630   | 8.      |
| 2006  | V8 Supercar Championship Series                        | HSV Dealer Team                         | 34     | 0  | 1     | 3308   | 1.      |
| 2007  | V8 Supercar Championship Series                        | HSV Dealer Team                         | 37     | 2  | 2     | 552    | 4.      |
| 2008  | V8 Supercar Championship Series                        | HSV Dealer Team                         | 38     | 0  | 2     | 2430   | 7.      |
| 2009  | V8 Supercar Championship Series                        | Kelly Racing                            | 29     | 0  | 0     | 2162   | 8.      |
| 2010  | V8 Supercar Championship Series                        | Kelly Racing                            | 27     | 2  | 1     | 2347   | 8.      |
| 2011  | International V8 Supercars Championship                | Kelly Racing                            | 29     | 2  | 3     | 2358   | 6.      |
| 2012  | International V8 Supercars Championship                | Kelly Racing                            | 31     | 0  | 0     | 1894   | 14.     |
| 2013  | International V8 Supercars Championship                | Kelly Racing                            | 36     | 0  | 0     | 1754   | 14.     |
| 2014  | International V8 Supercars Championship                | Kelly Racing                            | 38     | 0  | 0     | 1921   | 13.     |
| 2015  | International V8 Supercars Championship                | Kelly Racing                            | 36     | 1  | 0     | 2154   | 9.      |
| 2016  | International V8 Supercars Championship                | Kelly Racing                            | 29     | 0  | 0     | 1835   | 13.     |
| 2017  | Supercars Championship                                 | Kelly Racing                            | 25     | 1  | 0     | 1773   | 14.     |